# Mama Cocha
Mama Cocha ou Mamacocha (em quíchua, Mama Qucha (Mãe das Águas)) era a deusa inca de todas as águas.
Ela representava ao mar e suas marés, estava relacionada com os lagos, rios e fontes de água, e se considerava que seus filhos eram os mananciais. 

## Adoração
Mama Cocha era reverenciada especialmente ao longo de toda a costa dos territórios atuais de Peru, Equador, Sul da Colômbia e Norte de Chile; onde a pesca era (e é) essencial para a vida. Normalmente lhe rendiam culto para acalmar águas brabas e a obter uma boa pesca. Esta deusa inca também era venerada em povoados incas próximos a lagos e lagoas. Uma dos trabalhos principais de Mama Cocha consistia em proteger as populações incas contra os maremotos, tempestades e outros desastres marítimos. Às vezes a identificavam com a mesma água da chuva que cai do céu para fertilizar a terra.

## Mitologia
A esposa do deus supremo Viracocha, Mama Cocha também era a deusa que representava tudo o que era feminino e, do mesmo modo, dava equilíbrio ao mundo conhecido.
Era uma das Quatro Mães elementares; as outras três eram a Pacha Mama, Mama Nina e Mama Waira.
Ademais, Mama Cocha, junto com Mama Quilla (A Lua) e Pacha Mama, constituíam a trindade lunar entre os incas, representando as três fases lunares.
Outro ponto importante é que Mama Cocha habitava o "mundo de cima", isto é, o Hanan Pacha. No Império Inca se concebia que o universo estava composto por três aspectos ou planos complementares entre si: Uku Pacha (mundo de baixo), Kay Pacha (mundo do presente) e Hanan Pacha (mundo de acima). Mama Cocha habitava o último junto com as pessoas justas e com outros deuses incas como: Viracocha, Apu Inti, Mama Quilla e Pachacamac, entre outros. 
Conta uma antiga lenda inca que Mama Cocha era filha do Sol e da Lua. Também era irmã de "Inca" (o Filho do Sol) e fisicamente era descrita como uma jovem pálida e bonita, enviada desde o céu com seu irmão para ensinar as pessoas a viver e a trabalhar em paz e em amor. As pessoas, ao conhecê-la, reconheceram-na como sua mãe protetora e sua guia, e debaixo à guia de seu irmão Inca fizeram casas e caminhos, templos e fortalezas. Dessa forma, ao lavrarem a terra, que aos poucos tempo deram seus frutos. 